# Minimax (televizní stanice)
Minimax je středoevropská televizní stanice provozovaná společností Chello (dříve Minimax Media). Je zaměřená na dětské animované seriály. Vysílá ve Španělsku (1994), Portugalsku (1997),[zdroj?] Maďarsku (1999), Rumunsku (2001), Česku a na Slovensku (2003), Srbsku (2008) a ve Slovinsku (2013). Minimax byl hned po Supermaxu jediný televizní kanál pro děti i v českém jazyce. V roce 2004 se zahájila vysílání konkurenční televizní stanice Jetix (nyní Disney Channel Česko).
V roce 2013 prošel kanál přestávkou a změnou grafiky na trojrozměrné formáty znělek. V té době střídal vysílání ne s již zaniklým Animaxem, ale s kanálem C8. Předěl se konal každý den ráno v 6:00 a večer ve 20:00. V roce 2016 již kanál vysílá nepřetržitě.

## Pokrytí
- Albánie
- Bosna a Hercegovina
- Chorvatsko
- Černá Hora
- Česko
- Maďarsko
- Moldavsko
- Rumunsko
- Severní Makedonie
- Slovensko
- Slovinsko
- Srbsko

## Statistiky vysílání
Nezávislý fanoušek provedl analýzu na základě dat shromážděných společností BigZoom a.s. během let vysílání mezi lety 2009 až 2024. Následující statistiky byly vyvozeny ze 14 let vysílání stanice mezi 1. října 2009 až 23. března 2024.
Kanál vysílal více animované tvorby pro děti než hrané. Kanál vysílal okolo 285 hodin původní tvorbu. To je 0,3 procent z celého vysílání. Nejčastěji umisťovaný seriál do programu Minimaxu byl Máša a medvěd. Nejvíce vysílaný film je Barbie - Princezna a Švadlenka.
Nejvíce vysílanou filmovou franšízou byla Barbie, která drží i první tři pozice nejvíce vysílaných filmů na Minimaxu. V žebříčku nejčastěji vysílaných filmů na druhém místě je film Barbie a Diamantový zámek, a na třetím film Barbie jako princezna z ostrova. Zároveň nejčastěji umisťovaným vánočním filmem do programu Minimaxu je Barbie v Louskáčku.
Asi nejméně vysílaný film byl Dinotopie: výprava za kamenem Slunce. Našli se jen dvě jeho odvysílání, ale je možné, že byl film odvysílán před tím než lidé z projektu BigZoom a.s. začali shromažďovat data o vysílání. Pak následují filmy Chuggingtonu a film Mim Mim ze země Oz.
Nejméně vysílaný seriál od DreamWorks Animation Television je Zeleninkové: V domě. Nejvíce vysílaným seriálem DreamWorks je Spirit - volnost nadevše.
Nejčastějším pořadem vlastní tvorby na programu Minimaxu byl Vánoční zprávy Minimaxu (783x).
Jediné pořady, které odvysílal Minimax i Disney Channel v letech 2013 až 2023 jsou filmy Vážený Drákulo, Sněhouní Vánoce, Nekonečné Vánoce a Zachraňte mumii. Všechny jsou z produkce Kickstart Productions.
| Pořadí | Název                                | Počet odvysílání |
| ------ | ------------------------------------ | ---------------- |
| 1      | Máša a medvěd                        | 18 574           |
| 2.     | Mia a já                             | 10 245           |
| 3.     | Sova a její kamarádi                 | 6 470            |
| 4.     | Upovídaný Tom a přátelé              | 6 047            |
| 5.     | Poznáváme přírodu                    | 5 149            |
| 6.     | LEGO Friends: Dívky s posláním       | 4 634            |
| 7.     | Můj malý Pony: Přátelství je magické | 4 556            |
| 8.     | Zvědavý George                       | 4 474            |
| 9.     | Požárník Sam                         | 4 347            |
| 10.    | Oskarovi pomocníci                   | 4 138            |

## Seznam pořadů

### Seriály
|   | Český název                                            | Původní název                                                       |      |
| - | ------------------------------------------------------ | ------------------------------------------------------------------- | ---- |
| 1 | 100% vlk - Legenda o Měsíčním kameni                   | 100% Wolf: Legend of the Moonstone (2019)                           |      |
| 1 | 3-2-1 Tučňáci!                                         | 3-2-1 Penguins! (2000)                                              |      |
| A | A co Mimi?                                             | What about Mimi? (2000)                                             |      |
| A | A je to! Peníze!                                       | És kész! Pénz! (2006)                                               |      |
| A | Albert říká: Příroda to ví nejlépe                     | Albert sagt… Natur – aber nur! (1996)                               |      |
| A | Albert se ptá, co je život                             | Albert auf Entdeckungstour (2002)                                   |      |
| A | Angelína balerína                                      | Angelina Ballerina: The Next Steps (2009)                           |      |
| A | Anička ze zeleného domku                               | Anne of Green Gables: The Animated Series (2000)                    |      |
| A | Animalia                                               | Animalia (2007)                                                     |      |
| A | Arthur                                                 | Arthur (1996)                                                       |      |
| A | Asha                                                   | Asha (2010)                                                         |      |
| B | Babar, sloní král                                      | Babar (1989)                                                        |      |
| B | Babar a Baduova dobrodružství                          | Babar and the Adventures of Badou (2010)                            |      |
| B | Balanel a Miaunel                                      | Balanel si Miaunel (1978)                                           |      |
| B | Bambulín a Berunka                                     | Bogyó és Babóca (2009)                                              |      |
| B | Barney                                                 |                                                                     |      |
| B | Beethoven                                              | Beethoven (1994)                                                    |      |
| B | Ben a Izzy                                             | Ben & Izzy (2007)                                                   |      |
| B | Benjamín Kvítko                                        | Benjamin Blümchen (2002)                                            |      |
| B | Bernard                                                | Bernard (2004)                                                      |      |
| B | Bibi a Tina                                            | Bibi und Tina (2004)                                                |      |
| B | Bibi Blocksbergová                                     | Bibi Blocksberg (1994)                                              |      |
| B | Billy a Buddy                                          | Boule et Bill / Billy & Buddy (2004)                                |      |
| B | Bindi, dívka z džungle                                 | Bindi the Jungle Girl (2007)                                        |      |
| B | Bing a Bong                                            | Tiny Planets (2001)                                                 |      |
| B | Bitz a Bob                                             | Bitz & Bob                                                          |      |
| B | Bíle autíčko Rolli                                     | Olly the Little White Van (2011)                                    |      |
| B | Blanka                                                 | Blanche (2006)                                                      |      |
| B | Bob a Bobek – králíci z klobouku                       | Bob a Bobek – králíci z klobouku (1979)                             |      |
| B | Bobby a Bill                                           | Boule & Bill (2016)                                                 |      |
| B | Bohoušek cestuje                                       | Global Grover                                                       |      |
| B | Bořek stavitel                                         | Bob the Builder (1999)                                              |      |
| B | Bořík, malý vrtulníček                                 | Budgie the Little Helicopter (1994)                                 |      |
| B | Bratři Koalovi                                         | The Koala Brothers (2003)                                           |      |
| B | Byl jednou jeden život: Planéta Země                   | Il était une fois... notre terre (2008)                             |      |
| B | Bzik a Poppy                                           | Buzz & Poppy                                                        |      |
| C | Caillou                                                | Caillou (1997)                                                      |      |
| C | Chaplin                                                | Chaplin & Co (2011)                                                 |      |
| C | Charley a Mimmo                                        | T'choupi et Doudou (1996)                                           |      |
| C | Chlupounky                                             | Chumballs (2009)                                                    |      |
| C | Chuck a přátelé                                        | The Adventures of Chuck and Friends (2010)                          |      |
| C | Chuggington – veselé vláčky                            | Chuggington (2008)                                                  |      |
| C | Clifford, velký červený pes                            | Clifford The Big Red Dog (2019)                                     | 2022 |
| C | Co-jak-proč                                            | Was ist was TV                                                      |      |
| C | Conni                                                  | Meine Freundin Conni (2011)                                         |      |
| Č | Čtyři a půl kamaráda                                   | 4 ½ Freunde (2015)                                                  |      |
| D | Dobrodružství Berta a Ernieho                          | Bert and Ernie's Great Adventures (2008)                            |      |
| D | Doug                                                   | Doug (1991)                                                         |      |
| D | Doktor Bubo                                            | Kérem a következöt! (1974)                                          |      |
| D | Džinové od protinožců                                  | The Genie From Down Under (1996)                                    |      |
| E | Elfové                                                 | Lego Elves (2015)                                                   |      |
| E | Ella, malé slůňátko                                    | Ella the Elephant (2013)                                            |      |
| E | Enchantimals - příběhy z Nespoutánie                   | Enchantimals: Tales From Everwilde (2018)                           |      |
| E | Ernest & Rebecca                                       | Ernest & Rebecca (2019)                                             |      |
| E | Esa z pralesa                                          | Les As de la Jungle à la Rescousse / The Jungle Bunch (2013)        |      |
| F | Fifi z Květíkova                                       | Fifi and the Flowertots (2005)                                      |      |
| F | Fix a Foxi                                             | Fix & Foxi and Friends (2002)                                       |      |
| F | Flipper a Lopaka                                       | Flipper & Lopaka (1999)                                             |      |
| F | Fotbalové příběhy                                      | Football Stories (1998)                                             |      |
| F | Fetch s Ruff Ruffman                                   | Fecth with Ruff Ruffman (2006)                                      |      |
| F | Frak, postrach koček                                   | Frakk, a macskák réme (1972)                                        |      |
| F | Frances                                                | Frances (2008)                                                      |      |
| F | Franklin                                               | Franklin (1997)                                                     |      |
| G | Gaspard a Lisa                                         | Gaspard and Lisa (2010)                                             |      |
| G | George Paleček                                         | George Shrinks (2000)                                               |      |
| G | Geronimo Stilton                                       | Geronimo Stilton (2009)                                             |      |
| H | Harry a jeho dinosauří přátelé                         | Harry and His Bucket Full of Dinosaurus (2005)                      |      |
| H | Hádej, jak moc tě mám rád                              | Guess How Much I Love You (2012)                                    |      |
| H | Hádej, hádej s kocourkem                               | Guess with Jess (2009)                                              |      |
| H | Hi-5 Austrálie                                         | Hi-5 Australia (1999)                                               |      |
| H | Horseland                                              | Horseland (2006)                                                    |      |
| H | Hurá za hádankou                                       | Busytown Mysteries (Hooray for Huckle!) (2007)                      |      |
| I | Inami                                                  | Inami le bellacaibos (2007)                                         |      |
| J | Jacques Cousteau - Příbéhy z oceánu                    | Jacques Cousteau's Ocean Tales (2003)                               |      |
| J | Jahůdka a kamarádi                                     | Strawberry Shortcake (2005)                                         |      |
| J | Jak to funguje                                         | The Way Things Work (2000)                                          |      |
| J | Jana a drak                                            | Jane and the Dragon (2005)                                          |      |
| K | Kamarád Timmy                                          | Timmy Time (2009)                                                   |      |
| K | Kamarádi s majáčky                                     | City of Friends (2011)                                              |      |
| K | Kamarádi z lesa                                        | Les Copains de la foret (2005)                                      |      |
| K | Kamarádka Pimpa                                        | La Pimpa                                                            |      |
| K | Kapitán lesa                                           | Az erdö kapitánya (1988)                                            |      |
| K | Kate & Mim-Mim                                         | Kate and Mim Mim (2014)                                             |      |
| K | Katie a Orbie                                          | Katie and Orbie (1994)                                              |      |
| K | Kečup                                                  | Ketchup (1997)                                                      |      |
| K | Klumpíci                                               | Klumpies (2012)                                                     |      |
| K | Kniha džunglí                                          | The Jungle Book (2010)                                              |      |
| K | Kocour Binka                                           | Binka (2001)                                                        |      |
| K | Kocour Vavřinec a jeho kamarádi                        | Der Kater Lorenz und seine Freunde (1992)                           |      |
| K | Kočička Popy                                           | Poppy Cat (2011)                                                    |      |
| K | Kouzelné víly Zubničky                                 | The Magical Toothfairies (2011)                                     |      |
| K | Kouzelný kolotoč                                       | The Magic Roundabout (2007)                                         |      |
| K | Kouzelný školní autobus                                | The Magic School Bus (1994)                                         |      |
| K | Kravička Connie                                        | Connie the Cow (2002)                                               |      |
| K | Kuliočko                                               | Wide-Eye (2003)                                                     |      |
| K | Kybernetická honička                                   | Cyberchase (2002)                                                   |      |
| L | Lassie a kamarádi                                      | Lassie and Friends (2014)                                           |      |
| L | Lenin ranč                                             | Le Ranch (2012)                                                     |      |
| L | Lenny a Tweek                                          | Lenny & Twiek / Lenny and Tweek (2006)                              |      |
| L | Leo a Fred                                             | Leó és Fred (1984)                                                  |      |
| L | Leon                                                   | Leon (2009)                                                         |      |
| L | Lesouni                                                | The Woodlies (2012)                                                 |      |
| L | Lilina zoologická zahrada                              | Willa's Wild Life (2008)                                            |      |
| L | Little People                                          | Little People: Big Discoveries (2002)                               |      |
| L | Littlest Pet Shop: Náš kouzelný svět                   | Littlest Pet Shop: A World of Our Own (2017)                        |      |
| L | Lokomotiva Tomáš                                       | Thomas & Friends (1984)                                             |      |
| L | Lumpík                                                 | Grabouillon / Loopdidoo (2006)                                      |      |
| M | Maďarské lidové pohádky                                | Magyar népmesék (1978)                                              |      |
| M | Malá BG                                                | Miss BG (2005)                                                      |      |
| M | Malá princezna                                         | Little Princess (2006)                                              |      |
| M | Malý obr                                               | La Petite Géante (2008)                                             |      |
| M | Malý princ                                             | Le Petit Prince (2010)                                              |      |
| M | Marcelino                                              | Marcelino Pan y Vino (2000)                                         |      |
| M | Markův vesmír                                          |                                                                     |      |
| M | Marsupilami                                            | Marsupilami (2000)                                                  |      |
| M | Marsupilami                                            | Marsupilami houba houba hop! (2009)                                 |      |
| M | Martinka                                               | Martine (2012)                                                      |      |
| M | Mary-Kate a Ashley                                     | Mary-Kate and Ashley in Action! (2001)                              |      |
| M | Maya a Miguel                                          | Maya & Miguel (2004)                                                |      |
| M | Máma Bů                                                | Mamma Mu och Kråkan (2008)                                          |      |
| M | Medvídek                                               | Little Bear (1995)                                                  |      |
| M | Medvídek Charley                                       | Little Charley Bear (2011)                                          |      |
| M | Medvídek Rudík                                         | Rupert Bear, Follow the Magic... (2006)                             |      |
| M | Merlin, kouzelné štěně                                 | Merlin the Magical Puppy (2001)                                     |      |
| M | Mezinárodní zaječiště                                  | International Hareport (2009)                                       |      |
| M | Mihaela                                                | Mihaela (1968)                                                      |      |
| M | Mike rytíř                                             | Mike the Knight (2011)                                              |      |
| M | Míla                                                   | Milo (2003)                                                         |      |
| M | Minikuchtíci                                           |                                                                     |      |
| M | Miss Spider a její kamarádi ze Sluneční louky          | Miss Spider's Sunny Patch Friends (2004)                            |      |
| M | Mláďata divočiny                                       |                                                                     |      |
| M | Mňau                                                   | Meeow! (2000)                                                       |      |
| M | Mobydick a tajemství Mu                                | Moby Dick et le Secret de Mu (2005)                                 |      |
| M | Molly z Denali                                         | Molly of Denali                                                     | 2022 |
| M | Mořské princezny                                       | Sea Princesses (2008)                                               |      |
| M | Mr. Bean                                               | Mr. Bean: The Animated Series (2002)                                |      |
| M | Mrkáček Bill                                           | The Adventures of Blinky Bill (1993)                                |      |
| M | Mrkvička                                               | Poil de carotte (1996)                                              |      |
| M | Mušličky                                               | Shelldon (2008)                                                     |      |
| M | Mucha Lucha                                            | ¡Mucha Lucha! (2002)                                                |      |
| M | Můj malý pony                                          | My Little Pony 'n Friends (1986)                                    |      |
| M | Můj malý pony: Přátelství je magické                   | My Little Pony: Friendship is Magic (2010)                          |      |
| M | Myšička Mia                                            | Mia (2014)                                                          |      |
| N | Nedův mlok                                             | Ned's Newt (1997)                                                   |      |
| N | Noddy                                                  | Make Way for Noddy (2002)                                           |      |
| N | Nouky, Paco a Lola                                     | Paco, Nouky et Lola / Nouky et ses amis (2006)                      |      |
| N | Nová dobrodružství Toma a Jerryho                      | The Tom and Jerry Comedy Show (1980)                                |      |
| N | Nová dobrodružství Petra Pana                          | Les Nouvelles Aventures de Peter Pan (2012)                         |      |
| Ň | Ňaf, kouzelnice pes                                    | Wilf the Witch's Dog (2002)                                         |      |
| O | O malém vodním pavoučkovi a malém kouzelném pavoučkovi | Vizipók-Csodapók (1980)                                             |      |
| O | Opičiny skopičiny                                      | Monkey See Monkey Do (2010)                                         |      |
| O | Oskarovi pomocníci                                     | Oscar's Oasis (2011)                                                |      |
| O | Oskárek vzduchoplavec                                  | Oscar the Balloonist (2011)                                         |      |
| O | Osličkova dobrodružství                                |                                                                     |      |
| O | Ošklivé káčátko a já                                   | The Ugly Duckling and Me! (2006)                                    |      |
| P | Pat a Mat                                              | Pat a Mat (1976)                                                    |      |
| P | Pat a Stan                                             | Pat et Stanley (2003)                                               |      |
| P | Pavouček Itsy Bitsy                                    | Itsy Bitsy Spider (1994)                                            |      |
| P | Pán Kapka                                              | Master Raindrop (2008)                                              |      |
| P | Perla                                                  | Pearlie (2009)                                                      |      |
| P | Pet šhopáci                                            | Littlest Pet Shop (2012)                                            |      |
| P | Pettson a Findus                                       | Pettson und Findus (1999)                                           |      |
| P | Pěkní kamarádi                                         |                                                                     |      |
| P | Pingu                                                  | Pingu (1986)                                                        |      |
| P | Poběžte se podívat, co si budem povídat                |                                                                     |      |
| P | Pohádky Hanse Christiana Andersena                     | The Fairytaler (2004)                                               |      |
| P | Pohádky o králi Matyášovi                              | Mesék Mátyás királyról (1981)                                       |      |
| P | Pomocníčkové                                           | The Fixies / Фиксики (2010)                                         |      |
| P | Poníci z Fantazie                                      | Filly Funtasia (2019)                                               |      |
| P | Pošťák Pat                                             | Postman Pat (1981)                                                  |      |
| P | Potápěj se, Olly!                                      | Dive Olly Dive (2005)                                               |      |
| P | Potěšení z četby                                       | Te már olvastad?                                                    |      |
| P | Pound Puppies: Štěňátka do každé rodiny                | Pound Puppies (2010)                                                |      |
| P | Poznávame přírodu                                      | Wild Kratts (2010)                                                  |      |
| P | Požárnik Sam                                           | Fireman Sam (1987)                                                  |      |
| P | Prasátko Peppa                                         | Peppa Pig (2004)                                                    |      |
| P | Prasátko Slávek                                        | Preston Pig (2000)                                                  |      |
| P | Přemek, ochránce parku                                 | Percy the Park Keeper (2000)                                        |      |
| P | Příhody Pižly Mžika                                    | Jakers! The Adventures of Piggley Winks (2003)                      |      |
| P | Ptačí jednotka                                         | La banda volante (2008)                                             |      |
| P | Pulčata                                                | Toad Patrol (2002)                                                  |      |
| R | Redwall                                                | Redwall (1999)                                                      |      |
| R | Roary, závodní auto                                    | Roary the Racing Car (2007)                                         |      |
| R | Robotkové                                              | Little Robots (2003)                                                |      |
| R | Rodina Smolíkova                                       | Üzenet a jövőből – A Mézga család különös kalandjai (1969)          |      |
| R | Rodinka zubních kartáčků                               | The Toothbrush Family (1999)                                        |      |
| R | Rolie Olie Polie / Olí z Rolí Polí                     | Rolie Olie Polie (1998)                                             |      |
| S | Seržant Mourek                                         | Sergeant Stripes (2003)                                             |      |
| S | Seržant Pityke                                         | Pityke (1980)                                                       |      |
| S | Sezame, pojď si hrát                                   | Play with Me Sesame (2002)                                          |      |
| S | Sid, dítě vědy                                         | Sid the Science Kid (2008)                                          |      |
| S | Simsala Grimm                                          | Simsalagrimm (1999)                                                 |      |
| S | Skippy                                                 |                                                                     |      |
| S | Slovo Dívka                                            | Word Girl (2007)                                                    |      |
| S | Snadný cíl                                             | Sitting Ducks (2001)                                                |      |
| S | Spartakus a podmořské slunce                           | Les Mondes Engloutis (1985)                                         |      |
| S | Správná pětka – na stopě                               | Famous 5: On the Case (2008)                                        |      |
| S | Sidekick                                               |                                                                     |      |
| S | SheZow                                                 |                                                                     |      |
| S | Stín elfů                                              | Shadow of the Elves (2003)                                          |      |
| S | Stop, dej pozor!                                       | STOP: Közlekedj okosan (1974)                                       |      |
| S | Svět Elmo                                              | Elmo's World (1998)                                                 |      |
| S | Svět králička Péti a jeho přátel                       | The World of Peter Rabbit and Friends (1992)                        |      |
| S | Symfollies                                             | Symfollies (2000)                                                   |      |
| Š | Šaroniny trable                                        | Braceface (2001)                                                    |      |
| T | T-Rex Express                                          | Dinosaur Train (2009)                                               |      |
| T | Tým Dronix                                             | Team DroniX (2019)                                                  |      |
| T | Tatonkovy příběhy                                      | Tales of Tatonka (2010)                                             |      |
| T | Tesák, velký červený pes                               | Clifford the Big Red Dog (2000)                                     |      |
| T | Timbuktu                                               | Timbuctoo (1997)                                                    |      |
| T | Tobyho potulní cirkus                                  | Toby's Travelling Circus (2012)                                     |      |
| T | Tom a jeho Tree Fu                                     | Tree Fu Tom (2012)                                                  |      |
| T | Tom a Jerry                                            | Tom and Jerry (1940)                                                |      |
| T | Tom, nejlepší přítel                                   | Tom the Greatest Friend / Tom (2003)                                |      |
| T | Traff autopark                                         | Traff Park (2012)                                                   |      |
| T | Transformers – Roboti záchranáři                       | Transformers: Rescue Bots (2012)                                    |      |
| T | Tři mušketýři                                          | Uimitoarele aventuri ale muschetarilor / Cei trei mușchetari (1987) |      |
| T | Tudla a Pudla                                          | Toot & Puddle (2008)                                                |      |
| T | Tygřík Arnoštek                                        | Ethelbert the Tiger (2005)                                          |      |
| Ť | Ťapí                                                   | Tupu / Toupou (2004)                                                |      |
| U | Učíme se s Noddym                                      | Say It with Noddy (2005)                                            |      |
| U | Uki                                                    | Uki (2010)                                                          |      |
| U | Upovídaná Marta                                        | Martha Speaks (2008)                                                |      |
| U | Ušáček Kostička                                        | A Kockásfülü Nyul (1978)                                            |      |
| U | Utajený svět Médi Benjamina                            | The Secret World of Benjamin Bear (2003)                            |      |
| V | Velké zimní rybaření                                   | A Nagy ho-ho-horgász (1982)                                         |      |
| V | Vesmírna psí rodinka                                   | Space Dogs Family/Белка и Стрелка: Озорная семейка (2011)           |      |
| V | Vesmírní závodníci                                     | Space Racers (2014)                                                 |      |
| V | Viking Vic                                             | Vic the Viking (2013)                                               |      |
| V | Vilda a Skokan                                         | Will and Dewitt (2007)                                              |      |
| V | Vipo: Létajíci pejsek                                  | Vipo: Adventures of the Flying Dog (2007)                           |      |
| V | Viva Piñata                                            | Viva Piñata (2006)                                                  |      |
| V | Vlaďka a taťka                                         | Danny & Daddy                                                       |      |
| W | Wendy                                                  | Wendy (2013)                                                        |      |
| W | Woofy                                                  | Woofy (2006)                                                        |      |
| Y | Yakari                                                 | Yakari (2005)                                                       |      |
| Z | Za vším hledej Růženku                                 | Everything's Rosie (2010)                                           |      |
| Z | Záhady Alfreda Ježka                                   | The Mysteries of Aftred Hedgehog (2010)                             |      |
| Z | Záhady slečny Mallardové                               | A Miss Mallard Mystery (2000)                                       |      |
| Z | Záchranáři                                             | Rescue Heroes (1999)                                                |      |
| Z | Ze života čápů                                         |                                                                     |      |
| Z | Zelená rota                                            | The Green Squad (2011)                                              |      |
| Z | Zeleninkové v domě                                     | VeggieTales in the House (2014)                                     |      |
| Z |                                                        |                                                                     |      |
| Z | Země dinosaurů                                         | The Land Before Time (2007-2008)                                    |      |
| Z | Zigby                                                  | Zigby (2009)                                                        |      |
| Z | Zprávy Minimaxu                                        |                                                                     |      |
| Z | Ztracené hračky                                        | The Forgotten Toys (1997)                                           |      |
| Z | Ztracený svět                                          | Lost World of Sir Arthur Conan Doyle (2002)                         |      |
| Z | Zvědavý George                                         | Curious George (2006)                                               |      |
| Z | Zvědavý Pixi                                           | Pixi Wissen TV (2011)                                               |      |
| Z | Zvonečkovi                                             | La famille Passiflore (2001)                                        |      |
| ? |                                                        | The Mysteries of Providence (2002)                                  |      |

### Filmy
- Barbie
  - Barbie v Louskáčku / Barbie in the Nutcracker (2001)
  - Barbie Růženka / Barbie as Rapunzel (2002)
  - Barbie z Labutího jezera / Barbie of Swan Lake (2003)
  - Barbie jako Princezna a švadlenka / Barbie as the Princess and the Pauper (2004)
  - Barbie Fairytopia / Barbie: Království víl / Barbie: Fairytopia (2005)
  - Barbie a kouzlo Pegasu / Barbie and the Magic of Pegasus (2005)
  - Barbie mořská víla / Barbie: Mermaidia (2006)
  - Barbie jako Princezna z Ostrova / Barbie as the Island Princess (2007)
  - Barbie: Motýlí víla / Barbie Mariposa and Her Butterfly Fairy Friends (2008)
  - Barbie a Diamantový zámek / Barbie and the Diamond Castle (2008)
  - Barbie a Tři Mušketýři / Barbie and the Three Musketeers (2009)
  - Barbie uvádí Thumbelina / Barbie presents Thumbelina (2009)
  - Barbie: Tajemství víl / Barbie: A Fairy Secret (2011)
  - Barbie a dokonalé Vánoce / Barbie: A Perfect Christmas (2011)
  - Barbie: Tajná agentka / Barbie: Spy Squad (2016)
  - Barbie: Zachraňte pejsky / Barbie & Her Sisters in a Puppy Chase (2016)
  - Barbie: Ve světě her / Barbie Video Game Hero (2017)
  - Barbie Dreamhouse Adventures: Záhada mořské víly / Barbie Dreamhouse Adventures: Magical Mermaid Mystery (2019)
- Benjamin Kvítko
  - Benjamin a Ledová princezna / Benjamin Blümchen und die Eisprinzessin (1995)
  - Benjamin a chrámová kočka / Das Geheimnis der Tempelkatze (1997)
- Lokomotiva Tomáš
  - Tomáš a kamarádi: Plnou parou vpřed / Thomas & Friends: Calling All Engines! (2005)
  - Tomáš a kamarádi: Tomáš Dostane Povedený / Thomas & Friends: Thomas Gets Tricked (2009)
  - Tomáš a kamarádi: Záchrana z Mlžného ostrova / Thomas & Friends: Misty Island Rescue (2010)
- My Little Pony
  - Můj malý pony - nejlepší dárek / My Little Pony: Best Gift Ever (2018)
  - My Little Pony Equestria Girls: Přátelství na horské dráze / My Little Pony Equestria Girls: Rollercoaster of Friendship (2018)
  - My Little Pony: Equestria Girls - Duhový výlet / My Little Pony: Rainbow Roadtrip (2019)
  - My Little Pony: Equestria Girls - Jarní kolaps / My Little Pony: Equestria Girls: Spring Breakdown (2019)
- Enchantimals - Tajemství sněžného údolí / Enchantimals: Secrets of Snowy Valley (2020)
- Svět Polly / Pollyworld (2006)
- Ztracené hračky Speciál / The Forgotten Toys (1995)
- Pinocchio
  - Pinocchio / Pinocchio (2022)

## Spolupráce
Od roku 2006 spolupracuje Minimax v Česku s internetovým dětským portálem Smejo.info.